# Eight-hundreds
『eight-hundreds』(エイトハンドレッズ)は、MONGOL800のアルバム。

## 収録曲
1. 神様(6:13)
PVが製作されている。
2. ターコイズ(6:31)
3. Breakfast@曙(4:24)
4. 常夏(4:36)
5. No working man ska(4:22)  
メンバー唯一独身の「儀間崇」が作詞して歌っており、歌詞が夫婦の会話風になっている。タイトルの通り、ホーンセクションが用いられている。
6. not equal(7:46)
7. blue blues(4:48)
打ち込みが使用されている。
8. I’m in love (5:12)
9. I’ll be(9:15)
MONGOL800最長の曲である。
10. Rockin’ mock(4:37)
11. ベイビーシーサー(3:04)
12. Happy end(7:32)  
このアルバムの収録曲では唯一の全英語詞である。

- 蛍の光 （Secret Track）